# افسرده‌ماهی ماسه‌ای
افسرده‌ماهی ماسه‌ای (نام علمی: Citharichthys arenaceus) نام یک گونه از سرده لکه‌ماهی است.